# Rossland

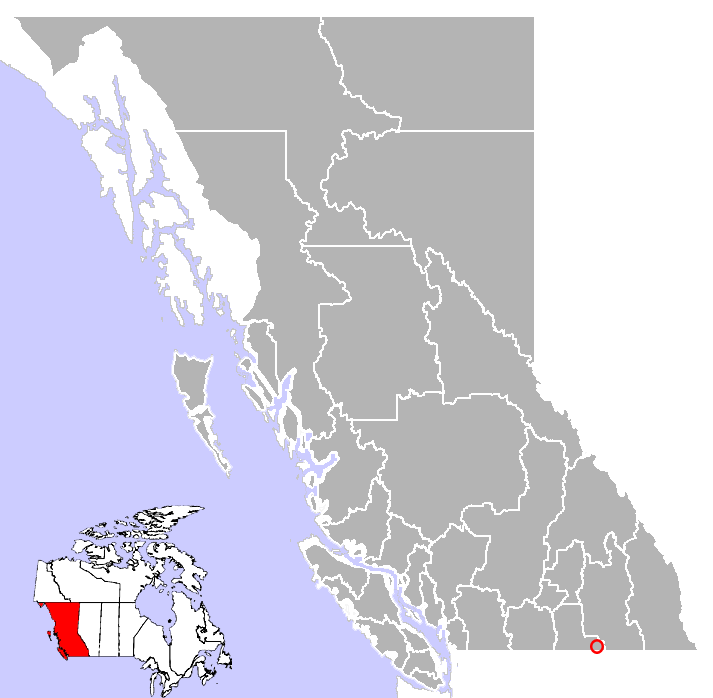
Localização de Rossland na Colúmbia Britânica.

Rossland é uma cidade canadense localizada na província de Colúmbia Britânica. Sua população, segundo o censo de 2001, era de 3.804 habitantes e sua densidade populacional de 77,3/km². Rossland foi incorporada em 1897, sua altitude é de 1.023 metros acima do mar e sua área é de 49,2 km².